# Малышовка (Башкортостан)
Малышовка — упразднённая в 2005 году деревня Краснозилимского сельсовета в Архангельском районе Республики Башкортостан.

## История
По состоянию на 1 июля 1972 года и на 1 сентября 1981 года входила в Краснозилимский сельсовет, преобладающая национальность — русские.
Упразднена Законом N 211-з «О внесении изменений в административно-территориальное устройство Республики Башкортостан в связи с образованием, объединением, упразднением и изменением статуса населенных пунктов, переносом административных центров» от 20 июля 2005 года.

## География
Находилась на небольшом притоке Зилима возле лесистой местности.
Расстояние до :
- районного центра (Архангельское): 12 км,
- центра сельсовета (Красный  Зилим): 6 км,
- ближайшей железнодорожной станции (Приуралье): 13 км.